# 羊权
羊权（？—？），字道舆，泰山郡南城县（今山东省新泰市）人，西晋侍中羊忱之子，东晋官员。

## 生平
羊权的伯父羊秉任抚军参军，有很好的名声，虚龄三十二岁时就去世。夏侯湛给羊秉作传，对他极力赞颂和哀悼。羊权任黄门侍郎，陪侍晋简文帝司马昱时，晋简文帝询问：“夏侯湛给羊秉作传，非常让人想见。羊秉是你什么人，有后裔吗？”羊权潸然泪下，回答说：“我去世的伯父一向名声远扬，可是没有后裔；尽管皇上都知道他的名声，在当代已经断绝血脉了。”晋简文帝感叹了很久。

## 其他
晋穆帝升平三年己未十一月十日（359年12月15日）夜里，有个叫萼绿华的女仙降临到羊权家中。萼绿华年纪大约二十多岁，穿着一身青色服装，面容非常整齐，自称是南山人，不知是什么仙。自从这次以后，萼绿华一个月内六次降临羊权家。羊权家族世代潜心修炼道家精要，沉溺玄真修仙之学，直到羊权的孙子羊欣都是如此。萼绿华说：“我本来姓杨。”又说是九嶷山中得道的罗郁，前世的时候，曾经为自己的师母在玄洲毒死乳妇，因为前罪沒有消除，所以暂时贬降到下界，来补偿自己的过错。萼绿华赠给羊权诗一首，还有一条石棉布手巾、金玉手镯各一枚。手镯似指环，而比指环大，异常精美。萼绿华对羊权说：“不要泄露我下凡的事，泄露了你我都会获罪。”萼绿华又趁机说：“修道的人，视锦绣如破布，视爵位如过客，视金玉如沙石。既不思索也不考虑，没有事情也不干什么。做人所不能做的事，学人所不能学的东西，努力于人所不能努力的方面，得到人所不能得到的好处。为什么？世人追求肉体需求，我做孤独寡欲的事；世人忙于俗务，我学的是恬静淡泊；世人追求声名利禄，我努力内心修行；世人得到衰老死亡，我得到长生不老。所以我修行已经九百年了。”萼绿华传授给羊权尸解的药，羊权也隐影化形而去，位于湘东的大山之中。

## 家庭

### 兄弟
- 羊楷，东晋尚书郎

### 儿子
- 羊不疑，东晋桂阳郡太守

### 孙子
- 羊欣，刘宋中散大夫
- 羊徽，东晋西中郎将、河东郡太守